# أوبونتو ستوديو

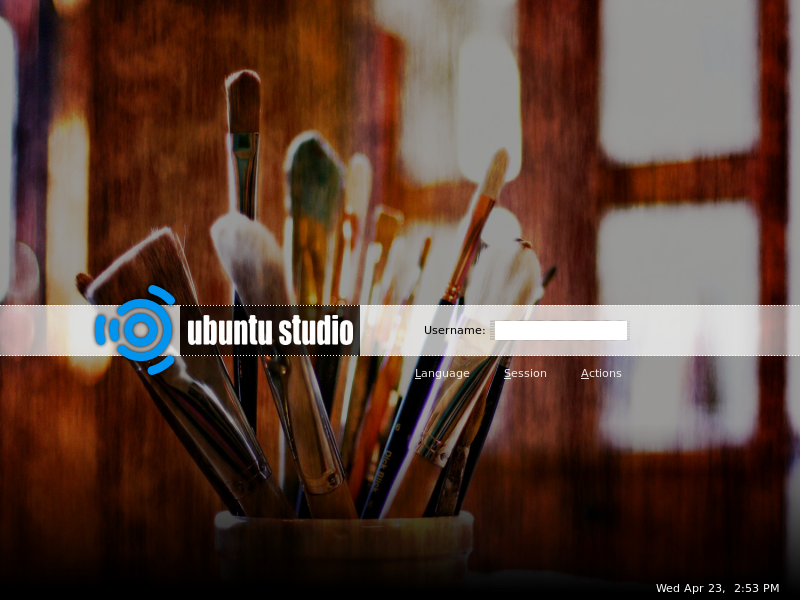
شاشة الدخول لأوبونتو ستوديو 8.04

أوبونتو ستوديو (بالإنجليزية: Ubuntu Studio) مشتقة رسمية لتوزيعة أوبونتو معدّة لإنتاج الوسائط المتعددة. تم إصدار النسخة الأولى منها، المبنية على أوبونتو 7.04 في 10 مايو ، 2007.

## المزايا
النواة معدلة للاستخدام الكثيف للصوتيات والمرئيات والرسوميات. يشمل أوبونتو ستوديو أيضا سمة ذات لون أزرق على أسود، بخلاف سمة أوبونتو ذات اللون البني والبرتقالي.

## البرامج المدمجة

### التصميم الرسومي
- Blender - برنامج تصميم وتحريك ثلاثي الأبعاد
- Agave - مصمم مخططات لونية
- Enblend - برنامج تركيب صور
- فونت فورج - برنامج تحرير محارف (خطوط)
- برنامج جنو لمعالجة الصور - برنامج تحرير رسوم بشكل نقطي
- Hugin - برنامج ربط صور وإنشاء صور التصوير بالمدى الديناميكي العالي
- إنكسكيب - برنامج لتحرير الصور المتجهية (المعتمدة على الأشعة)
- Synfig - برنامج لتحرير الصور المتجهية والتحريك المعتمد على خط الزمن
- سكريبوس - برنامج لإنشاء المنشورات

## التثبيت
حاليا لا يوجد قرص مدمج حي، وبالتالي لا مُثبت ذو واجهة رسومية. بالإضافة إلى ذلك، يبلغ حجم صورة القرص 1.1 غيغابايت، وهذا أكبر من أن يوضع في قرص مدمج؛ لذا يتم تثبيت أوبونتو ستوديو من دي في دي. يمكن أيضا تثبيته عن طريق الإنترنت باستخدام أبت-جت.

## وصلات خارجية
- موقع أوبونتو ستوديو الرسمي
- تطبيقات أوبونتو ستيديو
- ويكي أوبونتو